# Parafia Świętego Krzyża w Rzeczycy Księżej
Parafia Świętego Krzyża w Rzeczycy Księżej – parafia rzymskokatolicka, znajdująca się w archidiecezji lubelskiej, w dekanacie Kraśnik. 

## Historia
W Rzeczycy Księżej kanonicy regularni z klasztoru w Kraśniku posiadali folwark, zatem zaczęli starania o wybudowanie w tej wsi kościoła. Stale rezydował przy nim mianowany przez kraśnickich kanoników regularnych prokurator troszczący się m.in. o duszpasterstwo w Rzeczycy Księżej. 
Po kasacie klasztoru kraśnickiego w 1864 roku, kościół przejęli księża diecezjalni. W 1971 roku na dekretem bpa Bolesława Pylaka został utworzony samodzielny ośrodek duszpasterski. 19 lutego 1985 roku bp Bolesław Pylak erygował parafię, z wydzielonego terytorium parafii Wniebowzięcia NMP w Kraśniku.
W latach 1970–1977 rektorem kościoła był ks. Roman Marszalec. W latach 1979–1985 rektorem kościoła był ks. Kazimierz Ostrzyżek, który następnie w latach 1985–1999 był proboszczem parafii. Kolejnymi proboszczami byli: ks. kan. Ryszard Adam Siedlecki, ks. Henryk Jargiło (2008–2020).
Do parafii należą wierni z  Rzeczycy Księżej i Owczarni. 